# Hermenegildo González

Comarca del Deza

Hermenegildo González (m. c. 943-950) fue un magnate gallego, conde de Deza, que vivió desde finales del siglo IX hasta mediados del siguiente. Fue el progenitor de uno de los linajes principales galaicoportugueses de la Alta Edad Media.

## Vida
Sus padres fueron el conde Gonzalo Betótez y la condesa Teresa Ériz, hija del conde Ero Fernández. Tuvo varios hermanos, entre ellos la reina Aragonta, esposa del rey Ordoño II de León, así como el conde Pelayo González.
Debió fallecer entre 943, año en que aparece por última vez en la documentación, y 950 cuando su viuda e hijos reparten su herencia.

## Matrimonio y descendencia

La Península ibérica a la muerte de Bermudo II de León, en 999.

Contrajo matrimonio entre 915 y 920 con la condesa Muniadona Díaz, hija del conde Diego Fernández y de la condesa Oneca (Onega). En 926, el rey Ramiro II de León donó al matrimonio la villa llamada Creximir, próxima a Guimarães.  Dos años después, la madre de Muniadona, Oneca, mencionando a todos sus hijos, realizó una donación, confirmada por varios magnates, entre ellos su yerno Hermenegildo, al Monasterio de Lorvão en memoria domnissimi nostri nomini ueremudi diue memorie. Tuvieron seis hijos:
- Gonzalo Menéndez (m. c. 977) dux magnus de Portugal, esposo de Ilduara Peláez, hija del conde Pelayo González y de Ermesinda Gutiérrez;[3]
- Diego Menéndez (m. después de 964), casado con Aldonza y padre de la monja Muniadona Díaz;[3]
- Ramiro Menéndez (m. antes de 964), esposo de Adosinda Gutiérrez,[3] hija del conde Gutierre Menéndez y de Ilduara Ériz. Estos son posiblemente los padres de la reina Velasquita Ramírez, la primera mujer del rey Bermudo II de León;[4]
- Oneca Menéndez, mujer del conde Gutierre Rodríguez;[3]
- Nuño Menéndez (m. c. 959);[3] y
- Arias Menéndez[3]